# Герберга (графиня Прованса)
Герберга Прованская (фр. Gerberge de Provence; ум. в 1115/1118) — графиня Прованса в 1093—1112 годах.
Происхождение точно не выяснено. Согласно «Histoire générale de Languedoc» — дочь графа Жоффруа I (ум. 1061/62). Однако современные историки считают, что Герберга родилась между 1078 и 1084 годом. Это утверждение основано на том, что её дочери родились не ранее конца 1090-х годов, и младшая дочь Дульса в документе 1112 года названа «puella» (девочка).
Одна из версий: Герберга — внучка графа Бертрана II, дочь его сына, не известного по имени и умершего в молодом возрасте.
После смерти Бертрана II — графиня Прованса. В 1112 году (3 февраля) передала свои владения дочери и зятю: «ego Gerberga comttissa Arelatensis trado tibi Raymundo Berengarii comiti fîliam meam. . . Dulcem cum omni honore meo. .. Provinciam, quod ibi habeo et habere debeo, et comitatum Gavallanensem».
Муж — Жильбер I (ум. 1110/1112), виконт Мийо и Жеводана. Дочери:
- Стефания (Этьенетта), жена Раймона де Бо, сеньора де Бо
- Дульса (1095/1100 — 28 ноября 1127/1130), графиня Прованса, виконтесса Мийо и Жеводана. Муж (с 1112) — Раймон Беренгар III, граф Барселоны.